# Флаг Духовщинского района
Флаг муниципального образования «Духовщи́нский райо́н» Смоленской области Российской Федерации — опознавательно-правовой знак, служащий официальным символом муниципального образования.
Флаг утверждён 6 декабря 2010 года и 29 марта 2011 года внесён в Государственный геральдический регистр Российской Федерации с присвоением регистрационного номера 6762.

## Описание
«Прямоугольное белое полотнище с отношением ширины к длине 2:3, усеянное красными розами с жёлтыми сердцевинами и с изображением посередине особой княжеской шапки как в гербе князя Потёмкина-Таврического, выполненной красным, жёлтым, белым, голубым и зелёным цветом».

## Символика

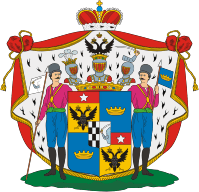
Герб графа Потёмкина-Таврического

Флаг муниципального образования «Духовщинский район» разработан на основе герба муниципального образования «Духовщинский район» Смоленской области.
Духовщинский район расположен на севере Смоленской области. Первые поселения людей на территории современного района появились много столетий назад. Центр района — город Духовщина относится к числу старых поселений. По одному из преданий к приезду императрицы Екатерины Великой в Духовщине посадили много роз, всюду были поставлены цветы, а ей самой преподнесли корзину с розами. Императрица с умилением сказала: «Как тут духовито!» — так и назвали Духовщина. А в 1780 году был утверждён герб Духовщины, описание которого гласило: «…В белом поле куст розов, производящий приятный дух». В середине XIX века для города Духовщина был разработан новый проект, который не был официально утверждён. Использование на флаге муниципального образования «Духовщинский район» цветков роз из проекта герба города подчёркивает историческое единство города Духовщина и муниципального образования «Духовщинский район», общность территории и интересов.
С Духовщинским районом связаны имена многих известных людей: Ф. Н. Глинки — поэта, декабриста, С. Н. Глинки — писателя, И. С. Горюнова — конструктора первой подводной лодки, П. К. Козлова — известного путешественника. Наиболее ярким и значимым является имя Григория Александровича Потёмкина-Таврического, выдающегося государственного и военного деятеля, создателя Черноморского флота, фаворита и ближайшего сподвижника Екатерины Великой. Григорий Александрович был родом из одного из старейших Духовщинских сёл — Чижево. Изображение на флаге района княжеской короны особого вида, такой же, как и в гербе Потёмкина-Таврического, символизирует родину этого выдающегося человека.
Белый цвет (серебро) — символ чистоты, совершенства мира и взаимопонимания.
Жёлтый цвет (золото) — символ богатства, стабильности, урожая, интеллекта и уважения.
Красный цвет — символ мужества, силы, красоты, труда, праздника.
Голубой цвет (лазурь) — символ чести, благородства, духовности, возвышенных устремлений.
Зелёный цвет — символ природы, здоровья, молодости, жизненного роста.